# Kendo Rage
Kendo Rage ou Makeruna! Makendō 1 (負けるな!魔剣道) au Japon, est un jeu vidéo d'action et de plates-formes en 2D à thème de Kendo. Le jeu a été développé par Affect et édité par Datam Polystar et Seta sur Super Nintendo. Il est sorti au Japon le 22 janvier 1993, suivi de l'Amérique du Nord en octobre 1993. Il fait partie de la série Makeruna! Makendō.

## Synopsis
Version japonaise.  Mai Tsurugino, une apprentie de Kendo, se voit demander par l'esprit détective Doro, de combattre des monstres sur le chemin de son école d'arts martiaux.

Version Nord-américaine.  Josephine (Joe), une jeune américaine va au Japon pendant l'été pour apprendre le Kendo. Son entraineur, Osaki “Bob” Yoritomo, lui demande  de combattre des monstres en se rendant à l'école. Elle reçoit le talisman Zopikki pour être protégée.

## Système de  jeu
Le jeu est composé de 7 niveaux qui doivent être terminés en temps limité.  Mai (Joe) possède un sabre pour attaquer les ennemis. Elle peut acquérir 4 pouvoirs donnés par des orbes verte, bleue, rouge et jaune.
Le jeu a été noté pour sa réalisation graphique de type anime.

## Série
1. Kendo Rage (1993)
2. Makeruna! Makendō 2: Kimero Youkai Souri (1995)
3. Makeruna! Makendō Z (1998)